# 山口隼人 (キャロット)
山口 隼人（やまぐち はやと、1994年10月1日 - ）は、日本の俳優である。血液型A型。元シーアンドティー（キャロット）所属。

## 出演

### テレビドラマ
- 癒しの弾丸マキシム（2003年12月26日、フジテレビ）
- 月曜ミステリー劇場 税務調査官・窓際太郎の事件簿11（2004年2月23日、TBS）

### バラエティ
- ロンブー龍（2004年、日本テレビ）

### CM
- ローソン（2001年1月）
- パナソニック 3CCDデジカム（2002年）
- デアゴスティーニ・ジャパン（2005年）

### スチル
- チャイルド社 園児服カタログ（2000年）
- 学校図書 算数教科書（2004年）
- 正進社 理科テスト（2005年）

### ビデオ
- 岸和田少年愚連隊Going my way（2003年）

### プロモーションビデオ
- TUBE「Ding! Dong! Dang!」（2005年）